# SD Worx/Saison 2021
Diese Liste beschreibt die Mannschaft und die Erfolge des Radsportteams SD Worx in der Saison 2021.

## Kader
| Teamkader 2021                     | Teamkader 2021    | Teamkader 2021         | Teamkader 2021                    |
| Name                               | Geburtsdatum      | Land                   | Vorheriges Team                   |
| ---------------------------------- | ----------------- | ---------------------- | --------------------------------- |
| Anna van der Breggen               | 18. April 1990    | Niederlande            | Rabo Liv Women (2016)             |
| Karol-Ann Canuel                   | 18. April 1988    | Kanada                 | Velocio-SRAM (2015)               |
| Elena Cecchini                     | 25. Mai 1992      | Italien                | Canyon-SRAM Racing (2020)         |
| Jolien D’hoore                     | 14. März 1990     | Belgien                | Mitchelton-Scott (2018)           |
| Niamh Fisher-Black                 | 12. August 2000   | Neuseeland             | Équipe Paule Ka (2020)            |
| Roxane Fournier                    | 7. November 1991  | Frankreich             | Chevalmeire (2020)                |
| Christine Majerus                  | 25. Februar 1987  | Luxemburg              | Sengers (2013)                    |
| Ashleigh Moolman                   | 9. Dezember 1985  | Südarfika              | CCC-Liv (2020)                    |
| Nikola Nosková                     | 1. Juli 1997      | Tschechien             | Équipe Paule Ka (2020)            |
| Amy Pieters                        | 1. Juni 1991      | Niederlande            | Wiggle High5 (2016)               |
| Anna Shackley                      | 17. Mai 2001      | Vereinigtes Königreich | Breeze (2020)                     |
| Lonneke Uneken                     | 2. März 2000      | Niederlande            | Hitec Products-Birk Sport (2019)  |
| Chantal van den Broek-Blaak        | 22. Oktober 1989  | Niederlande            | Specialized-Lululemon (2014)      |
| Demi Vollering                     | 15. November 1996 | Niederlande            | Parkhotel Valkenburg (2020)       |
| Kata Blanka Vas (1. Jun.–31. Dez.) | 3. September 2001 | Ungarn                 | Doltcini-Van Eyck-Proximus (2021) |
|                                    |                   |                        |                                   |
| Quelle: ProCyclingStats            |                   |                        |                                   |

## Siege
| Siege    | Siege                                                        | Siege                  | Siege  | Siege                       | Siege |
| Datum    | Rennen                                                       | Staat                  | Klasse | Siegerin                    |       |
| -------- | ------------------------------------------------------------ | ---------------------- | ------ | --------------------------- | ----- |
| 27. Feb. | Omloop Het Nieuwsblad                                        | Belgien                | 1.Pro  | Anna van der Breggen        |       |
| 6. Mär.  | Strade Bianche                                               | Italien                | 1.WWT  | Chantal van den Broek-Blaak |       |
| 10. Mär. | Healthy Ageing Tour, 1. Etappe                               | Niederlande            | 2.1    | Jolien D’hoore              |       |
| 12. Mär. | Healthy Ageing Tour, 3. Etappe                               | Niederlande            | 2.1    | Lonneke Uneken              |       |
| 17. Mär. | Nokere Koerse                                                | Belgien                | 1.Pro  | Amy Pieters                 |       |
| 21. Mär. | Omloop van de Westhoek-Memorial Stive Vermaut                | Belgien                | 1.1    | Christine Majerus           |       |
| 21. Apr. | La Flèche Wallonne                                           | Belgien                | 1.WWT  | Anna van der Breggen        |       |
| 25. Apr. | Liège–Bastogne–Liège Femmes                                  | Belgien                | 1.WWT  | Demi Vollering              |       |
| 16. Mai  | Gran Premio Ciudad de Eibar                                  | Spanien                | 1.1    | Anna van der Breggen        |       |
| 18. Mai  | Durango-Durango Emakumeen Saria                              | Spanien                | 1.1    | Anna van der Breggen        |       |
| 23. Mai  | Vuelta a Burgos Féminas, 4. Etappe                           | Spanien                | 2.WWT  | Anna van der Breggen        |       |
| 23. Mai  | Vuelta a Burgos Féminas, Gesamtwertung                       | Spanien                | 2.WWT  | Anna van der Breggen        |       |
| 5. Jun.  | Dwars door het Hageland (Frauenrennen)                       | Belgien                | 1.2    | Chantal van den Broek-Blaak |       |
| 16. Jun. | Niederländische Meisterschaften, Einzelzeitfahren der Frauen | Niederlande            | CN     | Anna van der Breggen        |       |
| 17. Jun. | Ungarische Meisterschaften, Einzelzeitfahren der Frauen      | Ungarn                 | CN     | Kata Blanka Vas             |       |
| 18. Jun. | Luxemburger Meisterschaften, Einzelzeitfahren der Frauen     | Luxemburg              | CN     | Christine Majerus           |       |
| 19. Jun. | Niederländische Meisterschaften, Straßenrennen der Frauen    | Niederlande            | CN     | Amy Pieters                 |       |
| 20. Jun. | Ungarische Meisterschaften, Straßenrennen der Frauen         | Ungarn                 | CN     | Kata Blanka Vas             |       |
| 20. Jun. | Luxemburger Meisterschaften, Straßenrennen der Frauen        | Luxemburg              | CN     | Christine Majerus           |       |
| 26. Jun. | La Course by Le Tour de France                               | Frankreich             | 1.WWT  | Demi Vollering              |       |
| 3. Jul.  | Giro d'Italia Women, 2. Etappe                               | Italien                | 2.Pro  | Anna van der Breggen        |       |
| 5. Jul.  | Giro d'Italia Women, 4. Etappe                               | Italien                | 2.Pro  | Anna van der Breggen        |       |
| 10. Jul. | Giro d'Italia Women, 9. Etappe                               | Italien                | 2.Pro  | Ashleigh Moolman            |       |
| 11. Jul. | Baloise Ladies Tour, 3. Etappe                               | Belgien                | 2.1    | Lonneke Uneken              |       |
| 11. Jul. | Giro d'Italia Women, Gesamtwertung                           | Italien                | 2.Pro  | Anna van der Breggen        |       |
| 27. Aug. | Simac Ladies Tour, 3. Etappe                                 | Niederlande            | 2.WWT  | Lonneke Uneken              |       |
| 29. Aug. | Simac Ladies Tour, Gesamtwertung                             | Niederlande            | 2.WWT  | Chantal van den Broek-Blaak |       |
| 5. Okt.  | The Women’s Tour, 2. Etappe                                  | Vereinigtes Königreich | 2.WWT  | Amy Pieters                 |       |
| 6. Okt.  | The Women’s Tour, 3. Etappe                                  | Vereinigtes Königreich | 2.WWT  | Demi Vollering              |       |
| 9. Okt.  | The Women’s Tour, Gesamtwertung                              | Vereinigtes Königreich | 2.WWT  | Demi Vollering              |       |
| 22. Okt. | Drentse Acht van Westerveld                                  | Niederlande            | 1.2    | Chantal van den Broek-Blaak |       |